# Kop van Oost
De Kop van Oost is een wijk, bestaande uit de straten Het Hout en De Kaai. Hier staan verschillende appartementencomplexen tussen de Sontweg en het Eemskanaal tegenover het Sontplein in de Nederlandse stad Groningen. De naam verwijst naar de ligging in het oosten van de stad en refereert aan de Rotterdamse Kop van Zuid. Het complex werd gebouwd in een voormalig haven- en industriegebied en bestaat uit een appartementencomplex en een serie zogenoemde 'kadewoningen'. De flat is onderverdeeld in drie delen: de 56 meter hoge toren Londen aan de linkerzijde, het middenstuk Liverpool en de 46 meter hoge toren Hamburg aan de rechterzijde. In totaal bevinden zich 186 appartementen en 16 kadewoningen in het complex. De panden bevatten koopwoningen en vrijesectorhuurwoningen. Op de begane grond van het appartementencomplex bevinden zich winkels.
Op het terrein was tussen 1918 en 2003 een houthandel gevestigd. Na de verhuizing van dit bedrijf naar Heerenveen kwam de grond vrij voor woningbouw. De straatnaam Het Hout aan de zuidzijde van het complex herinnert aan het bedrijf.
Het complex werd gerealiseerd tussen 2005 en 2009 in opdracht van woningbouwcorporatie Lefier. Eigenlijk was dit slechts fase 1: Ernaast moest nog een soortgelijk appartementencomplex verrijzen met nog hogere torens, maar vanwege de economische crisis werd deze fase 2 nooit gerealiseerd.

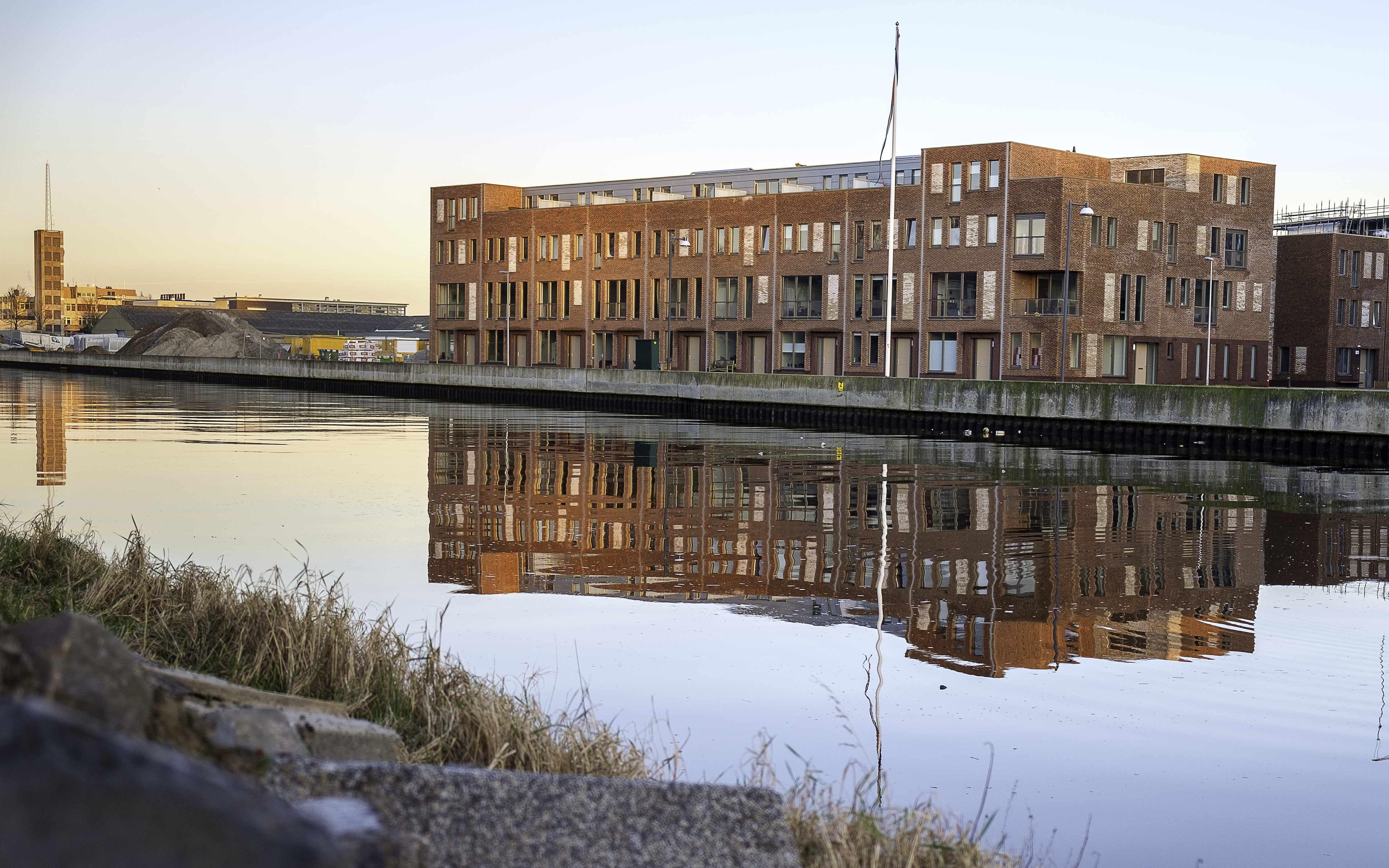
Kadewoningen aan het Eemskanaal
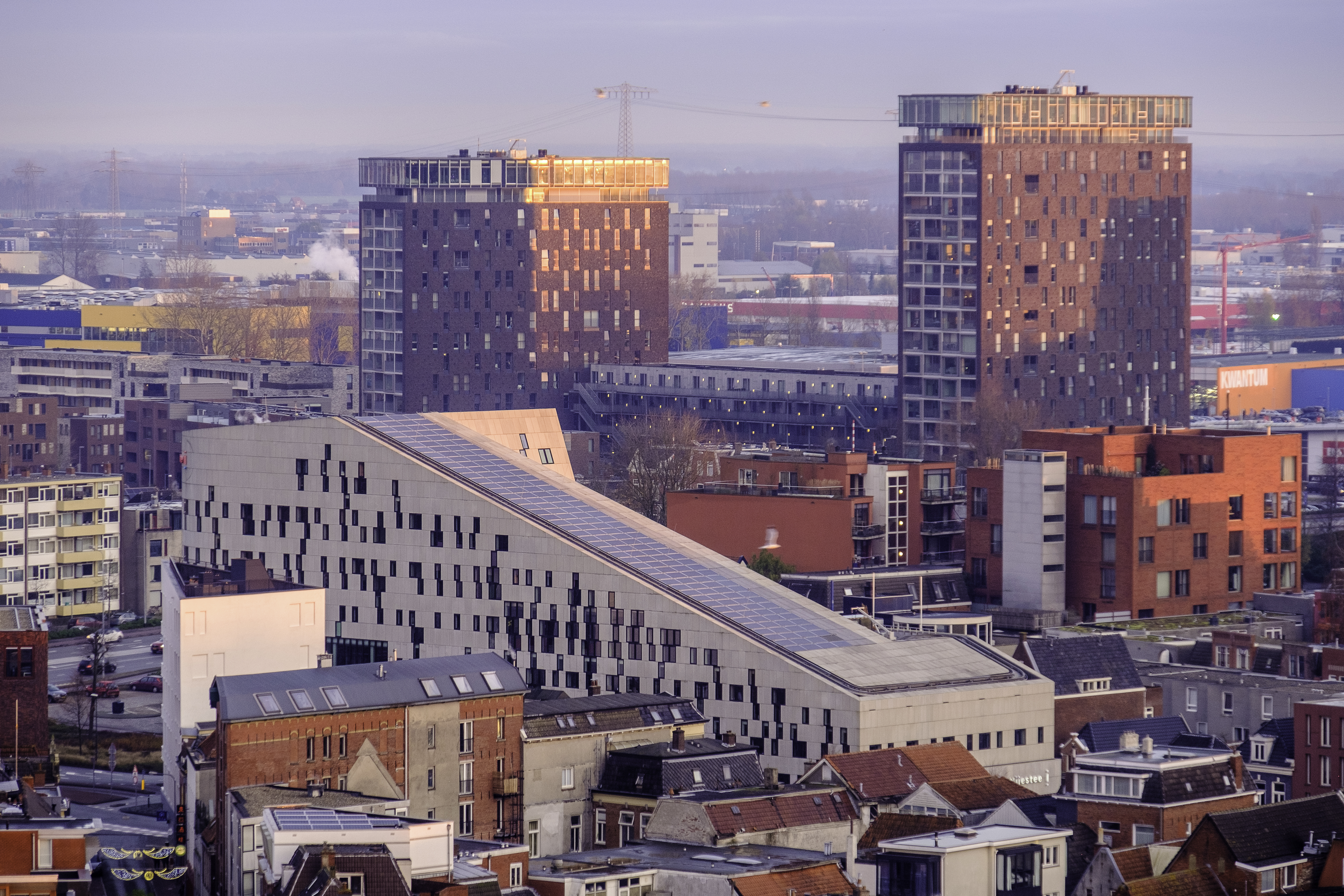
De Kop van Oost gezien vanaf Forum Groningen met ervoor het gebouw De Bastille aan het Damsterdiep.